# Cayos Marquesas
Cayos Marquesas es un grupo de islas estadounidenses deshabitadas a unas 30 millas (50 kilómetros) al oeste de Key West, de 4 millas (6 km) de diámetro, y cubierta por los manglares. Son un área no incorporada del Condado de Monroe, Florida. Están protegidas como parte del Refugio Nacional de Vida Silvestre Key West. Las Marquesas fueron utilizadas para prácticas de tiro por el ejército en épocas tan recientes como el año 1980.
La superficie total, incluyendo la laguna, alcanza los 29,37 km². La superficie solo terrestre de acuerdo con la Oficina del Censo, es 6,58 kilómetros cuadrados (exactamente 6.579.703 m²), el área de agua 0,17 km² (165.744 m²), con una superficie total de 6,75 km² (6.745.447 m²).